# Wildberg (Weißensberg)
Wildberg (mundartlich Wülbərg) ist ein Dorf in der Gemeinde Weißensberg im bayerisch-schwäbischen Landkreis Lindau (Bodensee). Der Ort liegt an der Bundesstraße 12 und der Bundesautobahn 96.

## Geschichte
Wildberg wurde erstmals urkundlich im Jahr 1228 als Wiltperc erwähnt. Der Ortsname bezieht sich auf einen verwilderten Berg bzw. Landschaft. Im Jahr 1626 wurden 13 Häuser im Ort gezählt. 1626 wurde die Kapelle St. Leonhard erstmals erwähnt. Im Jahr 1955 wurde der Flugplatz Wildberg eröffnet.

## Baudenkmäler
Siehe: Liste der Baudenkmäler in Wildberg